# ميدر عليا (مقاطعة تشرداول)
ميدر عليا (بالفارسية: میدر علیا) هي قرية تقع في قسم زردلان الريفي (مقاطعة تشرداول) في إيران. يقدر عدد سكانها بـ 302 نسمة .